# Gynoplistia generosa
Gynoplistia generosa är en tvåvingeart som beskrevs av Alexander 1926. Gynoplistia generosa ingår i släktet Gynoplistia och familjen småharkrankar. Inga underarter finns listade i Catalogue of Life.